# Homalium brachyrhachis
Homalium brachyrhachis är en videväxtart som beskrevs av Herman Otto Sleumer. Homalium brachyrhachis ingår i släktet Homalium och familjen videväxter. Inga underarter finns listade i Catalogue of Life.